# Tobler Haustechnik
Die Tobler Haustechnik AG mit Sitz in Urdorf war ein Schweizer Haustechnik-Grosshändler. Die Tobler Gruppe beschäftigte 750 Mitarbeitende und erwirtschaftete im Geschäftsjahr 2014/2015 einen Umsatz von 350 Millionen Schweizer Franken. Tobler Haustechnik gehörte seit 2003 zum britischen Wolseley-Konzern (heute: Ferguson). 
Tobler übernahm im Jahr 2000 die Serviceorganisation Sixmadun. 2011 fusionierte die Tobler System AG mit der Tobler Haustechnik AG, 2013 kam die Keramikland AG dazu. 2013 wurde die Sixmadun AG in die Tobler Service AG umbenannt und 2015 als Tobler Heizungsservice in die Tobler Haustechnik AG integriert. 
Zum 1. Januar 2018 haben sich Walter Meier und die Tobler Haustechnik AG zur Meier Tobler AG zusammengeschlossen. Dabei entstand ein Gebäudetechnik-Unternehmen mit einem breiten Angebot im Grosshandel von Produkten, Komponenten und Zubehör, im Systemgeschäft sowie im Service. Mit diesem Schritt wurde die Systemlösungskompetenz von Walter Meier mit der Handelskompetenz von Tobler kombiniert.

## Früheres Tätigkeitsgebiet
Die Tobler Gruppe bestand bis 2017 aus den drei Unternehmen: Tobler Haustechnik AG, Tobler Service AG und Keramikland AG.
Die Tobler Haustechnik AG belieferte das Installateurgewerbe mit Produkten für Heizung, Lüftung, Sanitär und Isolation. 
Die Tobler Service AG (bis 2012 Sixmadun AG) war ein bekanntes Schweizer Unternehmen für den Heizungs- und Haustechnikservice. Verkauft wurden Produkte der Hausmarke Sixmadun und weitere Herstellermarken sowie alle durch die Tobler Gruppe vertriebenen Haustechniksysteme mit Wartungsbedarf.
Mit Keramikland AG führte Tobler seit 2013 auch Designprodukte fürs Bad. Keramikland war bis zur Auflösung 2019 ein Fachgeschäft im Bereich Wellness, Bad, Duschen und Keramikplattenbeläge.

## Geschichte
Kurt Tobler gründete 1957 einen Einmannbetrieb. Bald trat der Bruder Max ins Unternehmen ein, und etwas später der dritte Bruder Peter. Das Unternehmen wurde 1974 in eine Familien-AG umgewandelt. Mit einem Management-Buyout erfolgte 2000 eine weitere Dynamisierung der Geschäftstätigkeit. Im gleichen Jahr wurde die Serviceorganisation Sixmadun in die Tobler Gruppe
eingegliedert. Seit 2003 ist die Tobler Gruppe unter dem Dach des global agierenden englischen
Wolseley-Konzerns (heute: Ferguson plc) tätig. 2005 
übernahm Heinz Wiedmer die Geschäftsleitung der Tobler Gruppe. 
Die Tobler System AG fusionierte 2011 mit der Tobler Haustechnik AG. Zur selben Zeit wurde Tobler zum Komplettanbieter im Bereich Sanitärapparate.
Mit der Umbenennung der Sixmadun AG in Tobler Service AG trat die Gruppe 2013 in den Tätigkeitsfeldern Komponentenhandel, Systemgeschäft und Service unter einer Marke auf. Ausserdem erfolgte die Integration der Keramikland AG. Per 1. Januar 2018 schlossen sich Walter Meier und die Tobler Haustechnik AG zur neuen Meier Tobler AG zusammen.